# Leo Ryan
Leo Joseph Ryan Jr. (Lincoln, Nebraska, 5 de mayo de 1925-Port Kaituma, Guyana, 18 de noviembre de 1978) fue un profesor y político estadounidense. Miembro del Partido Demócrata, se desempeñó como representante de los Estados Unidos del distrito 11 del Congreso de California desde 1973 hasta su asesinato como parte de la masacre de Jonestown en 1978.

## Biografía
Ryan Jr. nació en Lincoln, Nebraska. Durante sus primeros años de vida, su familia se mudó con frecuencia, pasando por Illinois, Florida, Nueva York, Wisconsin y Massachusetts. Ryan se graduó en Campion Jesuit High School en Prairie du Chien, Wisconsin, en 1943. A continuación, recibió V-12 Navy College Training Program, formación para oficiales en el Bates College y sirvió en la United States Navy de 1943 a 1946 como submarinista.
Ryan se graduó en la Universidad Creighton de Nebraska con una B.A. en 1949 y un M.S. en 1951. Fue profesor, administrador escolar y concejal de South San Francisco de 1956 a 1962. Enseñó inglés en Capuchino High School, y acompañó a la banda de música en 1961 a Washington D. C., para participar en el desfile inaugural del presidente John F. Kennedy. Ryan se inspiró en la llamada al servicio en su discurso inaugural y decidió presentarse a un cargo más alto.

## Trayectoria
En 1962 Ryan fue elegido alcalde de South San Francisco. Sirvió menos de un año antes de ser elegido para la Asamblea del Estado de California, ganando la carrera por el distrito 27 por 20.000 votos. Se había presentado como candidato por el distrito 25 de la Asamblea en 1958, pero perdió frente al republicano Louis Francis. Ryan fue delegado en la Convención Nacional Demócrata en 1964 y 1968 y ocupó su escaño en la Asamblea hasta 1972, cuando fue elegido miembro de la Cámara de Representantes de los Estados Unidos. Fue reelegido en tres ocasiones.
La ayudante de Ryan Jackie Speier, que más tarde ocupó un escaño en el Congreso, describió el estilo de investigación de Ryan como «legislación experimental». Tras los disturbios de Watts de 1965, Ryan se desplazó a la zona y aceptó un trabajo de profesor sustituto para investigar y documentar la situación. En 1970, utilizando un seudónimo, Ryan se hizo arrestar, detener y desnudar para investigar las condiciones de las cárceles de California. Permaneció diez días como recluso en la Prisión estatal de Folsom mientras presidía el comité de la Asamblea que supervisaba la reforma penitenciaria.
Como asambleísta de California, Ryan también presidió audiencias de subcomités legislativos y presidió audiencias en las que participó Tom Lantos, su eventual sucesor en la Cámara. Ryan impulsó importantes políticas educativas y fue autor de lo que se conoció como la Ley Ryan, que estableció una comisión reguladora independiente para supervisar las credenciales educativas en California.
Durante su tiempo en el Congreso, Ryan viajó a Terranova para investigar la práctica de la caza de focas. También fue famoso por la crítica vocal de la falta de supervisión del Congreso de la Agencia Central de Inteligencia (CIA), y fue autor de la Enmienda Hughes-Ryan, aprobada en 1974.

### Magnicidio
Ryan fue baleado y muerto en una pista de aterrizaje en Guyana en noviembre de 1978 mientras su grupo intentaba escapar de una situación peligrosa. Había viajado a Guyana para investigar las denuncias de personas retenidas contra su voluntad en el asentamiento de Peoples Temple Jonestown. Ryan fue asesinado el mismo día del suicidio en masa, que ocurrió apenas 11 días después de ser reelegido para un cuarto mandato. Fue el segundo miembro en funciones de la Cámara de Representantes de los Estados Unidos en ser asesinado en el cargo, el primero fue James M. Hinds en 1868. Fue galardonado póstumamente con la Medalla de Oro del Congreso en 1983.

## Investigación a Guyana y muerte
El 14 de noviembre de 1978, según el informe de la Comisión de Asuntos Exteriores, Ryan salió de Washington y llegó a Georgetown, la capital de Guyana ubicada a 240 kilómetros de Jonestown, con su delegación en el Congreso de funcionarios gubernamentales, representantes de los medios y algunos miembros de "Familiares Preocupados". Esa noche, la delegación se hospedó en un hotel local donde, a pesar de las reservas confirmadas, la mayoría de las habitaciones habían sido canceladas y reasignadas, dejando a la delegación durmiendo en el vestíbulo. Durante tres días, Ryan continuó la negociación con el asesor legal de Jones y mantuvo reuniones superficiales con el personal de la embajada y los funcionarios guyaneses.
Mientras estaba en Georgetown, Ryan visitó las oficinas centrales del Templo de Georgetown en el suburbio de Lamaha Gardens. Ryan pidió hablar con Jim Jones por radio. Sharon Amos, el miembro del templo de más alto rango presente, le dijo a Ryan que no podía porque su visita actual no estaba programada. El 17 de noviembre, la asistente de Ryan, Jackie Speier (quien se convirtió en congresista en abril de 2008), el Jefe Adjunto de Misión de la embajada de los Estados Unidos, Richard Dwyer, un oficial del Ministerio de Información de Guyana, nueve periodistas y cuatro representantes de la delegación de Preocupados de la Delegación abordaron una pequeña avión para el vuelo a un aeródromo en Port Kaituma a unas pocas millas fuera de Jonestown.
Al principio, solo se permitió que el asesor legal de Temple se bajara del avión, pero finalmente se permitió la entrada a toda la comitiva (incluido Gordon Lindsay, informando para NBC). Inicialmente, la bienvenida en Jonestown fue cálida, pero el miembro de Temple Vernon Gosney le dio una nota al corresponsal de la NBC Don Harris (confundiéndolo con Ryan) que decía "Por favor, ayúdame a salir de Jonestown", enumerándose a sí mismo y al miembro del Templo Monica Bagby. Esa noche, los medios de comunicación y la delegación fueron devueltos al aeródromo para que los acomodaran después de que Jones se negó a permitirles pasar la noche. El resto del grupo se quedó. A la mañana siguiente, Ryan, Speier y Dwyer continuaron con sus entrevistas, y en la mañana conocieron a una mujer que expresaba en secreto su deseo de dejar a Jonestown con su familia y otra familia. Alrededor de las 11:00 a. m. hora local, los medios de comunicación y la delegación regresaron y participaron en las entrevistas a los miembros del Templo del Pueblo. Alrededor de las 3:00 p. m., 14 desertores del Templo y Larry Layton haciéndose pasar por un desertor, abordaron un camión y fueron llevados a la pista de aterrizaje, con Ryan deseando quedarse otra noche para ayudar a cualquier otro que deseara irse. Poco después, un ataque con cuchillo contra el congresista Ryan fracasó mientras arbitraba una disputa familiar por irse. Contra las protestas de Ryan, el subjefe de misión Dwyer le ordenó a Ryan que se fuera, pero prometió regresar más tarde para abordar la disputa.
Todo el grupo abandonó Jonestown y llegó a la pista de aterrizaje de Kaituma a las 4:45 p. m. hora local. Sus aviones de transporte de salida, una Nutria bimotora y una Cessna, no llegaron hasta las 5:10 p. m. El Cessna de seis asientos más pequeño estaba rodando hasta el final de la pista cuando uno de sus ocupantes, Larry Layton, abrió fuego contra los que estaban dentro, hiriendo a varios. Al mismo tiempo, otros miembros del Templo de los Pueblos que habían acompañado al grupo comenzaron a disparar contra el avión de transporte, matando al Congresista Ryan, a tres periodistas y a un miembro desertor del Templo, e hirieron a otros nueve, incluido Speier. Los hombres armados acribillaron el cuerpo del congresista Ryan con balas antes de dispararle en la cara. Los pasajeros en el Cessna sometieron a Larry Layton y las personas sobrevivientes en ambos aviones huyeron a los campos cercanos durante y después del ataque.
Esa tarde, antes de que la noticia se hiciera pública, la esposa del asistente de Ryan, William Holsinger, recibió tres llamadas telefónicas amenazadoras. La persona que llama supuestamente dijo: "Dígale a su esposo que a su boleto de comida le acaban de volar el cerebro, y es mejor que tenga cuidado". Los Holsinger huyeron al lago Tahoe y luego a un rancho en Houston. Nunca regresaron a San Francisco. Tras su despegue, Cessna transmitió por radio un informe del ataque y el embajador de los Estados Unidos, John R. Burke, fue a la residencia del primer ministro Forbes Burnham. No fue hasta la mañana siguiente que el ejército de Guyana pudo atravesar la jungla y llegar a Jonestown. Descubrieron 909 de sus habitantes muertos. Murieron en lo que la Cámara de Representantes de Estados Unidos describió como un "ritual masivo de suicidio/asesinato".